# Lill-Acksjön
Lill-Acksjön är en sjö i Åre kommun i Jämtland och ingår i Indalsälvens huvudavrinningsområde. Sjön har en area på 1,06 kvadratkilometer och ligger 745 meter över havet. Sjön avvattnas av vattendraget Acksjöån.

## Delavrinningsområde
Lill-Acksjön ingår i det delavrinningsområde (700196-138594) som SMHI kallar för Utloppet av Lill-Acksjön. Medelhöjden är 761 meter över havet och ytan är 4,65 kvadratkilometer. Räknas de 5 avrinningsområdena uppströms in blir den ackumulerade arean 12,21 kvadratkilometer. Acksjöån som avvattnar avrinningsområdet har biflödesordning 3, vilket innebär att vattnet flödar genom totalt 3 vattendrag innan det når havet efter 331 kilometer. Avrinningsområdet består mestadels av skog (77 procent). Avrinningsområdet har 1,06 kvadratkilometer vattenytor vilket ger det en sjöprocent på 22,8 procent.